# جون بلوم (مونتير)
جون بلوم (بالإنجليزية: John Bloom)‏ هو مونتير بريطاني، ولد في 12 سبتمبر 1935 في لندن في المملكة المتحدة.

## وصلات خارجية
- جون بلوم على موقع IMDb (الإنجليزية)
- جون بلوم على موقع ألو سيني (الفرنسية)
- جون بلوم على موقع أول موفي (الإنجليزية)
- جون بلوم على موقع قاعدة بيانات الأفلام السويدية (السويدية)
- جون بلوم على موقع قاعدة بيانات الفيلم (الإنجليزية)
- جون بلوم على موقع كينوبويسك (الروسية)